# Tôn Thất Thuyết
Tôn Thất Thuyết, né le 12 mai 1839 à Hué et mort en 1913 à Longzhou, est un mandarin annamite, régent impérial de 1883 à 1884 au début de la colonisation française de l'Indochine. 

## Biographie
Issu d'une grande famille de lettrés au service de la dynastie Nguyễn, il est, avec Nguyễn Văn Tường, régent de l'empire d'Annam (actuel Viêt Nam) après la mort de l'empereur Tự Đức. Alors que le pays est envahi par les forces françaises, les régents détrônent ou tuent en moins d'un an trois empereurs successifs, Dục Đức, Hiệp Hoà, et Kiến Phúc. Après la prise de Hué par les forces françaises en juillet 1885, Tôn Thất Thuyết s'enfuit avec le jeune empereur Hàm Nghi, lançant le mouvement de résistance Cần Vương qui vise à lutter contre l'occupation française et à restaurer l'autorité impériale traditionnelle face à la France,. 
Tôn Thất Thuyết finit par partir en novembre 1887 pour la Chine, où il espère trouver de l'aide. Il y reste par la suite, et meurt en exil en 1913.